# Филяевская
Филяевская — деревня в Вельском районе Архангельской области. Входит в состав Муравьёвского сельского поселения (муниципальное образование «Муравьёвское»). Имеет местное неофициальное название Лодыгино.

## Географическое положение
Деревня расположена на левом берегу реки Вага, притока реки Северная Двина. Через её территорию пролегает маршрут федеральной автомобильной дороги М8 «Холмогоры».
Ближайший населённый пункт Муравьёвского сельского поселения, деревня Петуховская, расположена в километре пути по «Холмогорам» в западном направлении. Расстояние до административного центра поселения, деревни Вороновская, составляет 3,3 км. Расстояние до железнодорожной станции в городе Вельск — 6,8 км по прямой, или 8,3 км пути на автотранспорте.

## Население
| 2002 | 2010 | 2012 | 2014 |
| ---- | ---- | ---- | ---- |
| 87   | ↗134 | ↘125 | ↗145 |

Численность населения деревни, по данным Всероссийской переписи населения 2010 года, составляла 134 человека. 
| Население                            | на 1 января 2010 года |
| ------------------------------------ | --------------------- |
| В возрасте до 16 лет                 | 20                    |
| Трудовые ресурсы (из них работающих) | 59 (54)               |
| Пенсионеры                           | 27                    |
| Всего                                | 106                   |
| Прибыло / выбыло (за год)            | 8 / 3                 |
| Родилось / умерло (за год)           | 2 / 1                 |

## История
Указана в «Списке населённых мест по сведениям 1859 года» в составе Вельского уезда(2-го стана) Вологодской губернии под номером «2275» как «Филяевское(Лодыгино)». Насчитывала 11 дворов, 42 жителя мужского пола и 38 женского.
В материалах оценочно-статистического исследования земель Вельского уезда упомянуто, что в 1900 году в административном отношении деревня входила в состав Устьвельского сельского общества Устьвельской волости. На момент переписи в селении Филяевская(Лодыгино) находилось 19 хозяйств, в которых проживало 61 житель мужского пола и 51 женского.

## Инфраструктура
Жилищный фонд деревни составляет 3,663 тыс. м². Объекты социальной сферы на территории населённого пункта отсутствуют. 
В деревне имеются следующие улицы:
- ул. Березовая;
- ул. Дружбы;
- ул. Ивановская;
- переулок Лесной;
- ул. Молодёжная;
- ул. Ольховая;
- ул. Перекатная;
- ул. Садовая;
- ул. Северная;
- ул. Солнечная;
- ул. Спортивная;
- ул. Черёмушки.